# Stefan Koch (Wirtschaftsinformatiker)
Stefan Koch (* 1974 in Wien) ist ein österreichischer Wirtschaftsinformatiker. Ab 2019 war er Vizerektor der Johannes-Kepler-Universität Linz (JKU), wo er am 1. Oktober 2023 Rektor wurde.

## Leben
Stefan Koch studierte ab 1993 Wirtschaftsinformatik an der Universität Wien und der Technischen Universität Wien (TU Wien), das Studium schloss er 1997 als Magister ab. 2001 promovierte er an der Wirtschaftsuniversität Wien (WU Wien) zum Doktor, wo er sich 2006 für das Fach Betriebswirtschaftslehre, insbesondere Wirtschaftsinformatik, habilitierte.
In den Jahren 2006 bis 2008 war Koch außerordentlicher Professor am Department für Wirtschaftsinformatik des Instituts für Informationswirtschaft an der WU Wien. Die darauffolgenden drei Jahre war er als außerordentlicher Professor für Management und Wirtschaftsinformatik an der Boğaziçi Üniversitesi in Istanbul tätig. 2009 wurde er dort stellvertretender Fachbereichsleiter im Fachbereich Management. Zwischen 2011 und 2016 war er Professor für Management und Wirtschaftsinformatik an der Management-Fakultät der Universität in Istanbul. 2012 übernahm er die Leitung des Lehrstuhls für Management an der Boğaziçi-Universität. Diese Stelle hatte er bis zu seinem Ruf an die Johannes-Kepler-Universität Linz (JKU) im Jahr 2016 inne. An der JKU wurde er Vorstand des Instituts für Wirtschaftsinformatik – Information Engineering. In dieser Funktion war er am Aufbau der JKU Business School beteiligt. 2019 wurde er an der JKU Vizerektor für Lehre und Studierende unter dem Rektorat von Meinhard Lukas.
Am 5. Mai 2023 wurde er vom Universitätsrat als Nachfolger von Meinhard Lukas zum Rektor der Universität Linz für eine vierjährige Funktionsperiode ab dem 1. Oktober 2023 gewählt.
Zu seinen Forschungsschwerpunkten zählen offene Innovationsprozesse und Geschäftsmodelle in der digitalen Ökonomie sowie IT-Management, IT-Strategie und IT-Governance in Unternehmen.

## Publikationen (Auswahl)
- Mühlburger, M., Rückel, D., and Koch, S. (2020) “An Updated Framework of Factors Enabling Digital Transformation”, Pacific Asia Journal of the Association of Information Systems, 12(4), Article 1.
- Koch, S. and Artmayr, P. (2020) “Stability and Development of User Innovation Strategies for Video Game Producers”, European Journal of Innovation Management, 23(5), pp. 753-764. (SSCI)
- Barth, C. and Koch, S. (2019) "Critical success factors in ERP upgrade projects", Industrial Management & Data Systems, 119(3), pp. 656-675. (SCIe)
- Krumay, B., Rueckel, D., and Koch, S. (2019) “Model for Strategic Positioning in Transformative Situations”, Proceedings of ICIS 2019 – International Conference on Information Systems, Munich, Germany, 2019.
- Koch, S. and Guceri-Ucar, G. (2017) "Motivations of application developers: Innovation, Business model choice, release policy, and success", Journal of Organizational Computing and Electronic Commerce, pp. 218-238